# 萊科明 (紐約州)
萊科明（英語：Lycoming）是位於美國紐約州奧斯威戈縣的非建制地區。

## 歷史
萊科明的郵局自1882年營運至今。

## 地理
萊科明所處的海拔為高於海平面102米（即335英呎），而該地所採用的時區為UTC-5，即北美东部时区（EST）。同時該地設有夏令時間，為UTC-5調快一小時，即UTC-4（EDT）。